# 蜀道

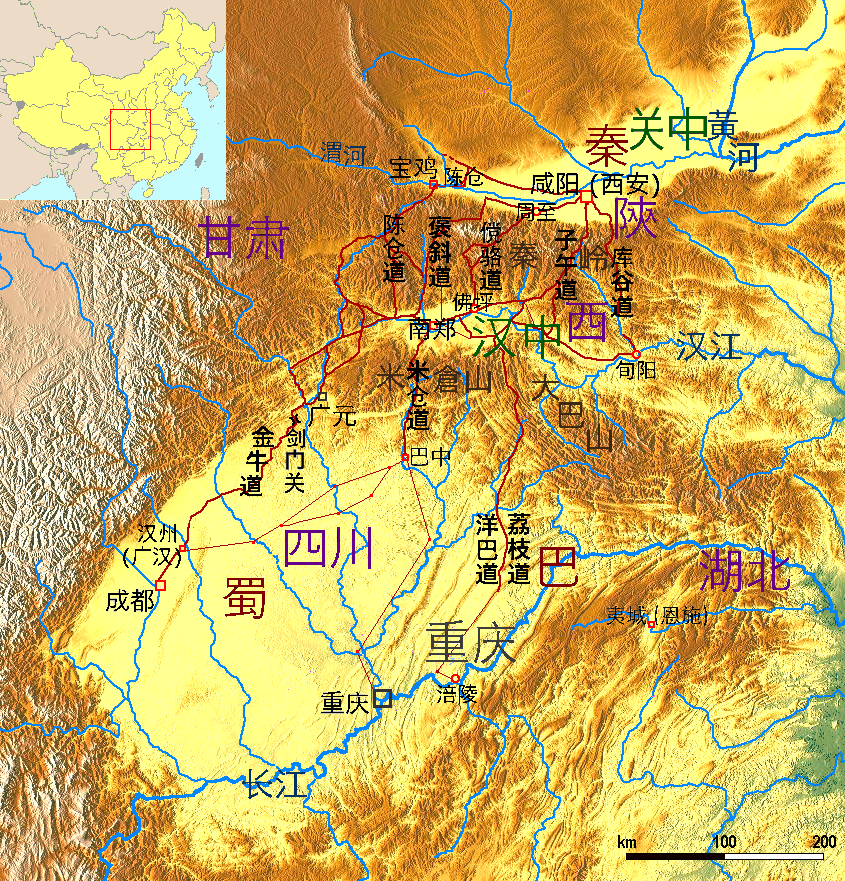
蜀道、 = 市、 = 县

蜀道，通常指中国古代连接关中平原和成都平原，翻越秦岭和大巴山的众多道路。古代多用栈道形式，有名蜀道有金牛道、故道和褒斜道等。狭义上说，蜀道仅包括四川境内的路段，南起成都，北止于广元棋盘关，全长约450公里。广义上说，南起成都沿金牛道，过广汉、德阳、罗江、绵阳、梓潼，越大小剑山，经广元而出川，陕西境内经过宁强、大安、勉县到达汉中、褒城开始褒斜道，之后沿褒河过石门，穿越秦岭，出斜峪，直通八百里秦川，全长约1000余公里。 　 
蜀道多山路，山石蹉岈，寸步難行。秦始皇時興建馳道、蜀漢時擴建蜀道，均屬棧道形式，目的為戰事、貿易，以及政令通行。詩仙李白有詩：「蜀道之難，難於上青天」「黃鶴之飛尚不得過，猿猱欲度愁攀援」說明蜀道昔日的艱險。
蜀道是一个内涵极其丰富的大概念，包括四面八方通往古代蜀地的道路，有自三峡溯江而上的水道，由云南入蜀的樊道，有自甘肃入蜀的阴平道和自汉中入蜀的金牛道、米仓道、荔枝道等等，也包括蜀地范围内的道路，这是广义上的蜀道。而通常学术研究中提到的“蜀道”，则是指狭义的概念，即由关中通往汉中的褒斜道、子午道、故道、傥骆道（堂光道）以及由汉中通往四川的金牛道、米仓道等。

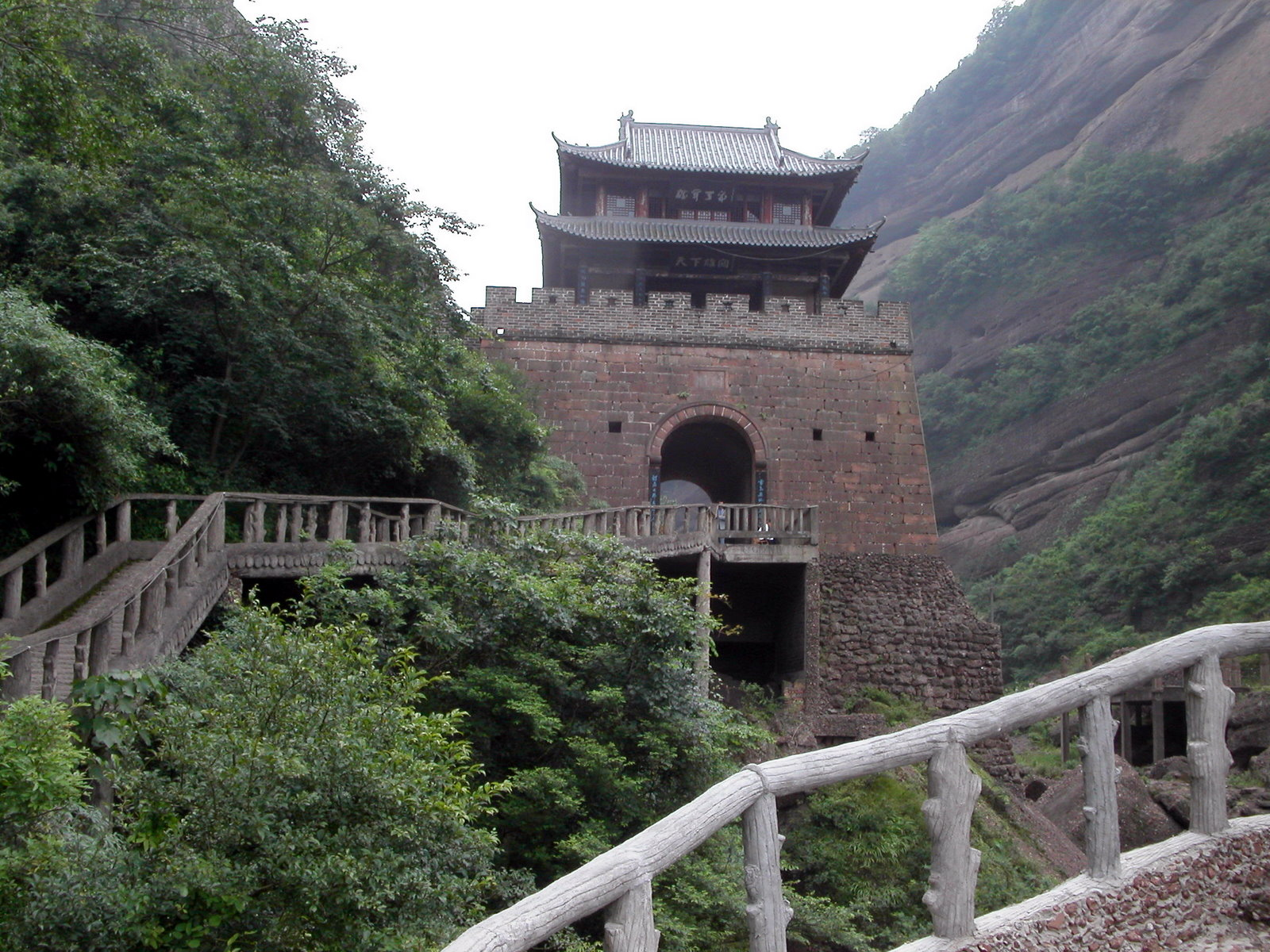
剑门关

## 北线

### 故道
故道又称陈仓道，因宝鸡故名陈仓得名，北起宝鸡经大散关、凤县，绕过秦岭险要至甘肃境内两当、徽县，再入陕西境内白水江、略阳到达勉县附近的古阳平关，宝成铁路陕西、甘肃境内即为此线。

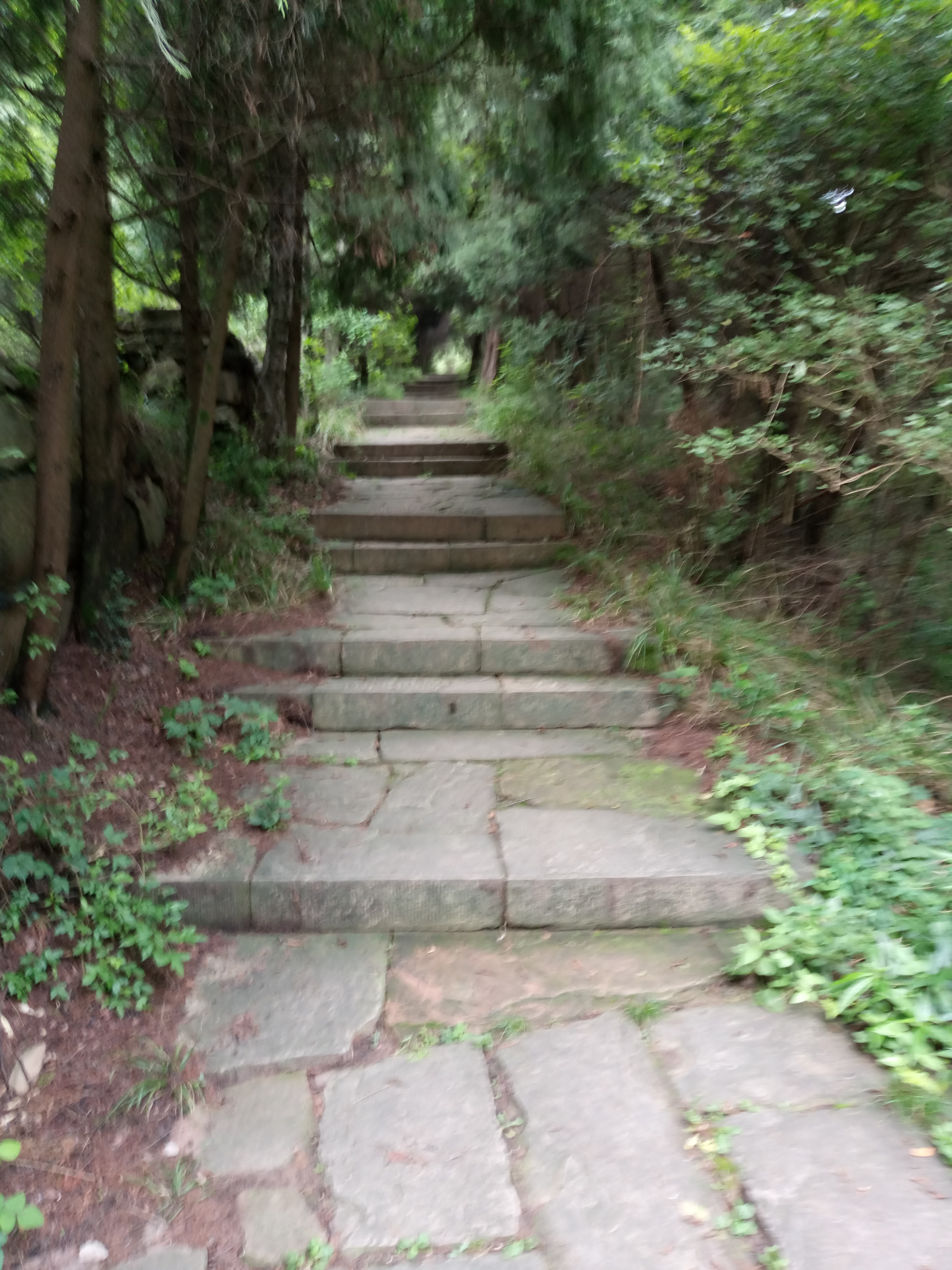
古蜀道

### 褒斜道
南起汉中、褒城经鸡头关、马道、武休关、武关驿、江口、衙岭出斜峪到达眉县。

### 傥骆道
南起傥水、洋县经华阳、厚畛子出骆峪到达周至。

### 子午道

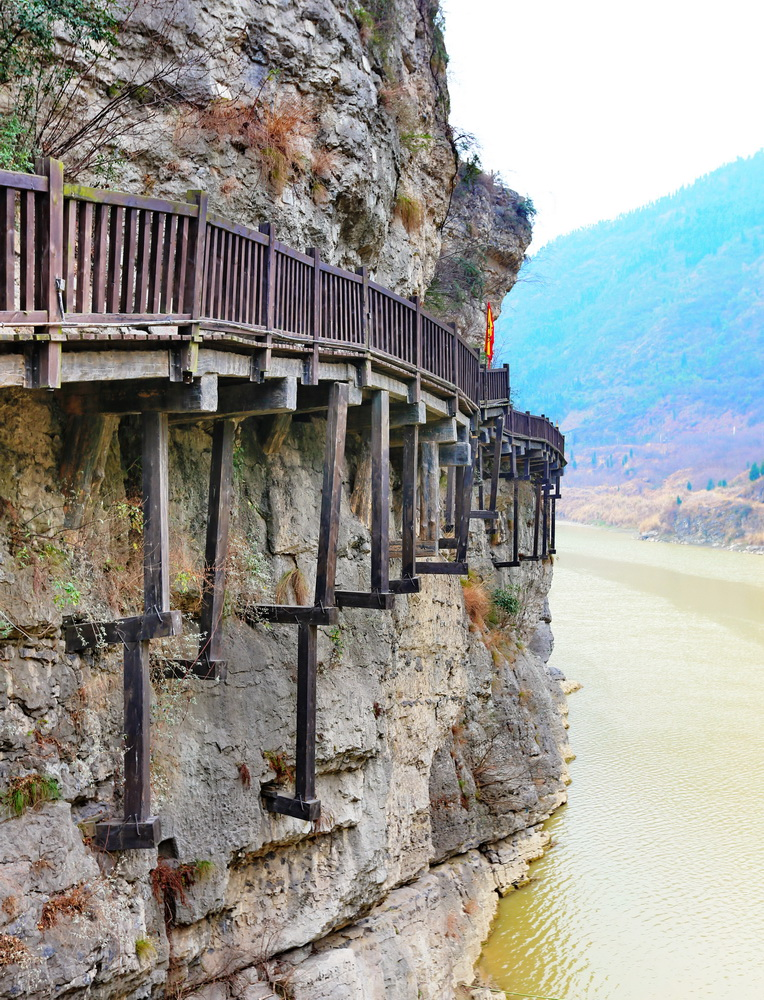
明月峡古栈道

由西安南下直达石泉。

## 南线

### 金牛道
金牛道又称石牛道，南起成都，过广汉、德阳、梓潼，越大、小剑山，经广元而出川，直通汉中勉县。